# Огоньков, Михаил Павлович
Михаил Павлович Огоньков (24 июня 1932, Москва — 14 августа 1979, Москва) — советский футболист, защитник. Игрок сборной СССР. Заслуженный мастер спорта СССР (1957; лишён звания в 1958). Мастер спорта СССР (1955).

## Биография
Воспитанник юношеской команды московского завода «Красный Пролетарий», играл крайним правым нападающим. После попадания в московский «Спартак» стал играть на позиции левого защитника. С 1955 года играл за сборную СССР, в составе которой стал олимпийским чемпионом 1956 года.
В мае 1958 года вместе с игроками сборной Стрельцовым и Татушиным был арестован по обвинению в изнасиловании, но через три дня обвинение сняли. Огонькова дисквалифицировали пожизненно, но через три года разрешили вернуться в футбол. В начале сезона 1961 в Алма-Ате в матче дублирующих составов против «Кайрата» после столкновения с соперником получил травму, в результате которой Огонькову удалили почку. На этом его игровая карьера закончилась.
В составе сборной СССР Огоньков провёл 23 матча, в их числе — 4 за олимпийскую сборную.
После завершения карьеры почти 20 лет тренировал детские команды «Спартака». Его учениками были Алексей Прудников, Владимир Букиевский и Виктор Букиевский, Виктор Самохин. В чемпионатах Москвы в своём возрасте команда Огонькова шесть лет подряд была первой.
Согласно информации интернет-издания Lenta.ru, летом 1962 года Огоньков сыграл капитана немецкой команды «Легион кондор» в фильме «Третий тайм» Евгения Карелова.
В августе 1979 после двухнедельного отсутствия был обнаружен мёртвым в собственной квартире. Причина смерти — самоубийство путём вскрытия вен.
Похоронен в Москве на Даниловском кладбище.

## Достижения
- Олимпийский чемпион: 1956
- Чемпион СССР (2): 1956, 1958
- Победитель Спартакиады народов СССР: 1956

## Киновоплощения
- Евгений Казакевич — «В созвездии Стрельца», 2018 год.